# Anthon Grimsmo
Anthon Grimsmo, née le 5 juillet 1968 à Oslo, est un curleur norvégien. 
Il remporte la médaille de bronze aux Jeux olympiques d'hiver de 1998 à Nagano.